# Авијатик C.IX
Авијатик C.IX је немачки извиђачки авион. Авион је први пут полетео 1918. године.

## Пројектовање и развој
Авион Авијатик C.IX је био наставак развоја авиона Авијатик C.VIII. Уједно то је био последњи Авијатиков авион типа C. У односу на C.VIII имао је снажнији мотор и боље наоружање.

## Технички опис
Авион је у техничком погледу веома сличан претходним Авиатик моделима типа C. (C.III; C.IV; C.VIII)

## Наоружање
Авион је био наоружан са два митраљеза калибра 7,92 mm, један фиксни синхронизован 08/15 Spandau а други на турели LMG 14 Parabellum и авио бомби до укупне масе 60 kg. 
| Наоружање авиона: Авијатик     |                 |
| Ватрено (стрељачко) наоружање  |                 |
| Топ                            |                 |
| Митраљез                       |                 |
| Број и ознака митраљеза        | 1 х 08/15 ; 1 x |
| Калибар                        | 7,92            |
| Бомбардерско наоружање (бомбе) |                 |
| Укупна маса                    | 60              |
| Ракетно наоружање (ракете)     |                 |

## Верзије
Направљено је три прототипа. Они су се међусобно разликовали по облику репа, два прототипа су имала крилца (елероне) и на горњим и доњим крилима а трећи само на горњим крилима.

## Оперативно коришћење
Ови авиони су се користили само за тестирање летних карактеристика.

## Земље које су користиле авион
- Немачко царство